# Сейбекарспел
Сейбекарспел (нід. Sijbekarspel) — село в нідерландській провінції Північна Голландія. Входить до муніципалітету Медемблік.
Його площа становить 5,43 км², а населення станом на 2021 рік складало 920 осіб.
До 1979 року мало статус окремого муніципалітету.

## Галерея

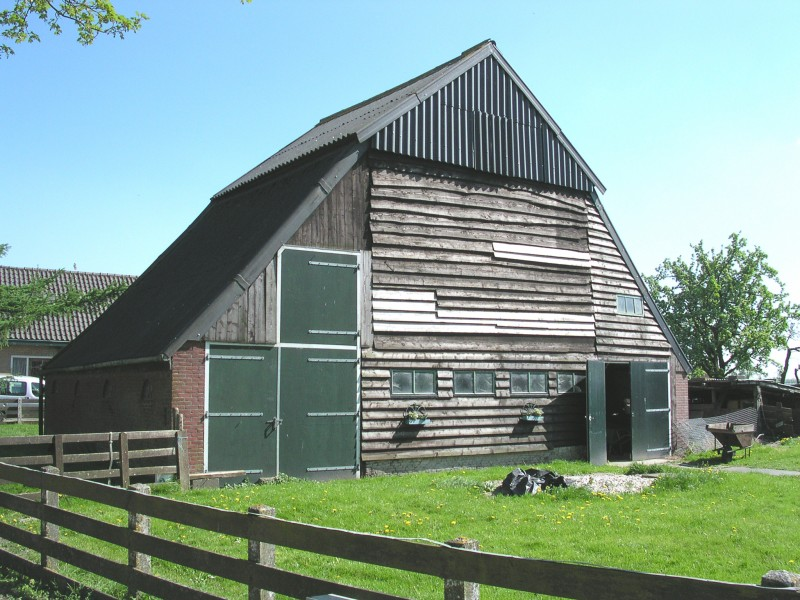
Ферма у Сейбекарспелі
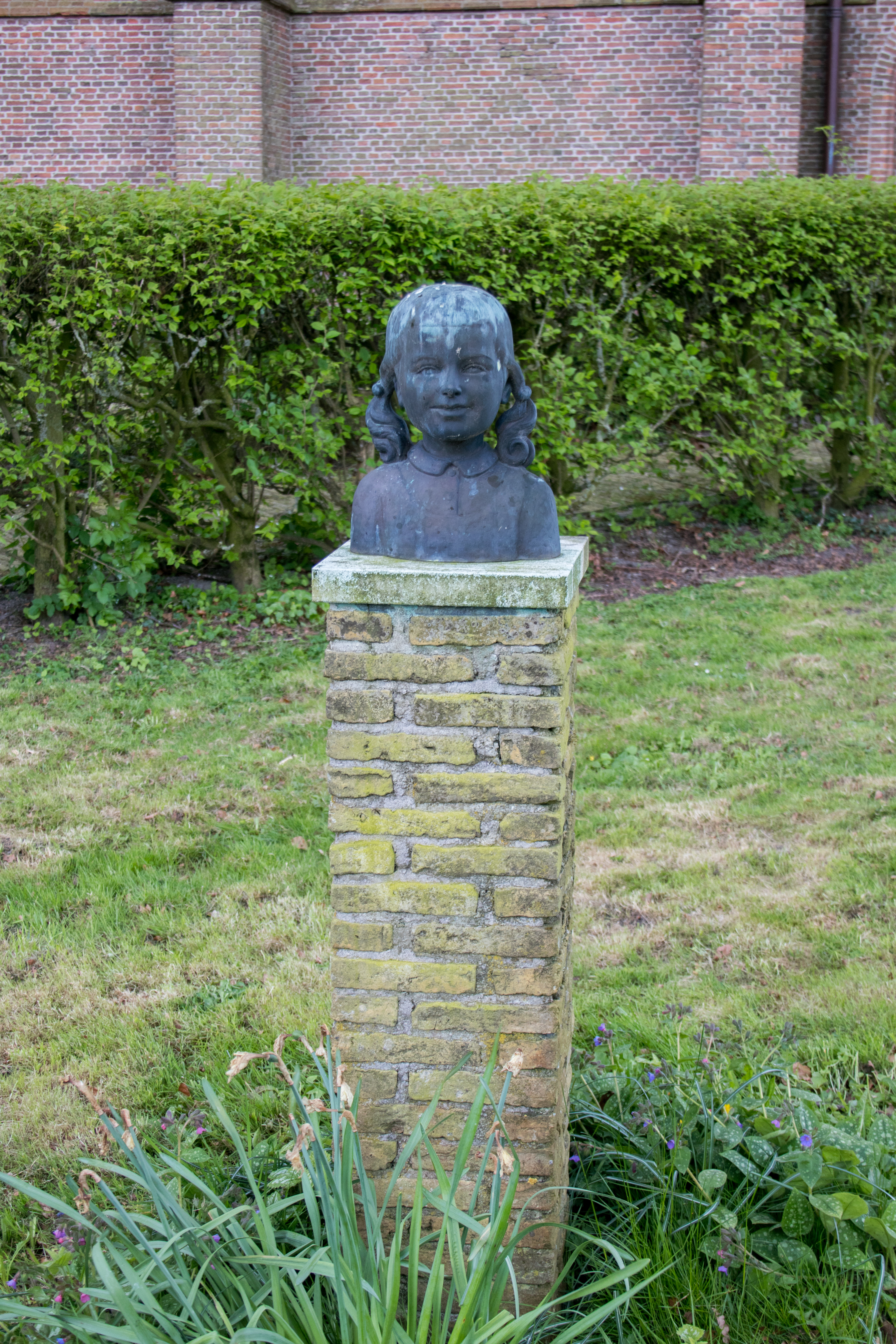
Бюст у Сейбекарспелі
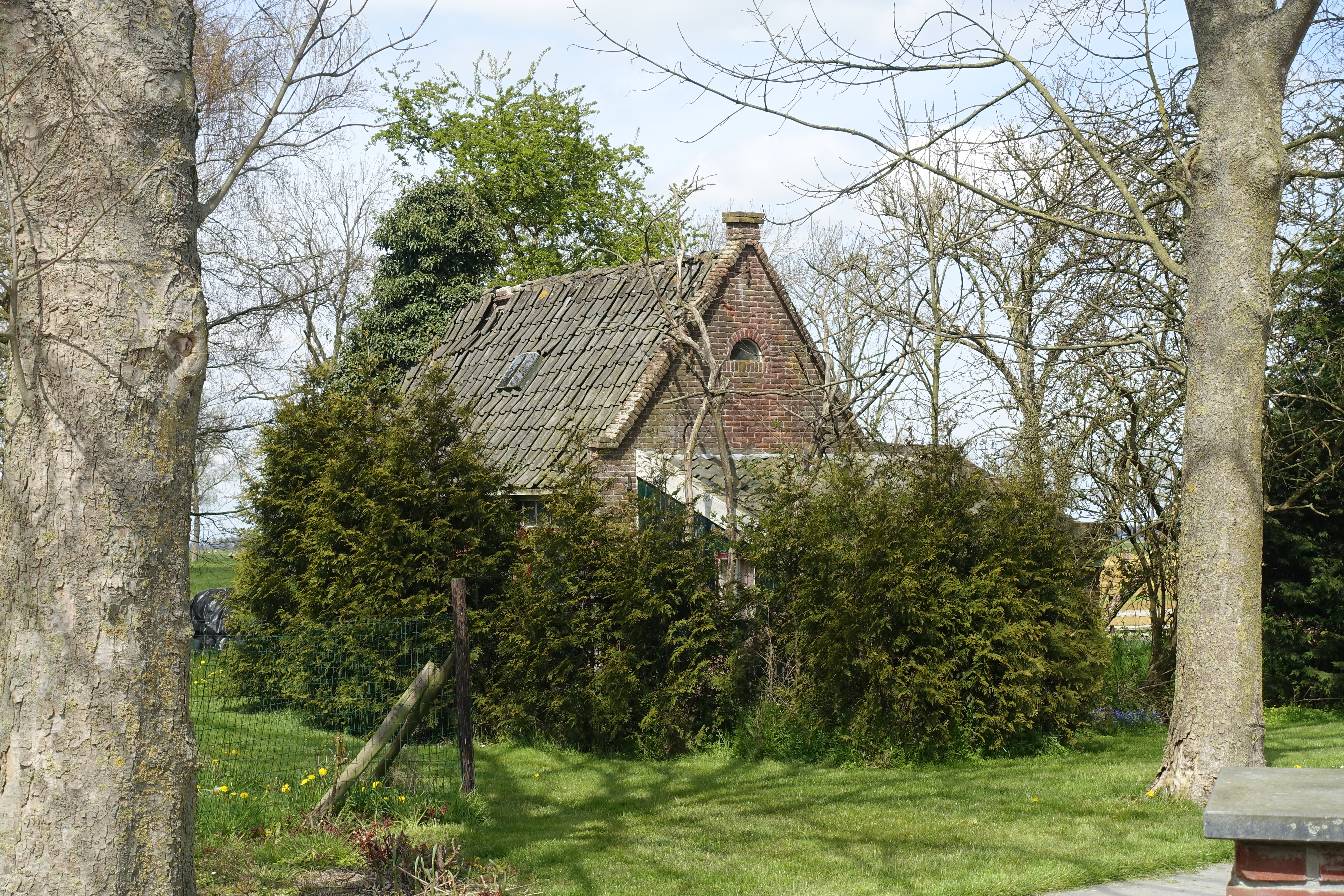
Будиночок у селі